# Parlamentswahl in Lettland 2011
- SC: 31
- ZZS: 13
- ZRP: 22
- V: 20
- NA: 14

Die Parlamentswahl in Lettland 2011 fand am 17. September 2011 statt. Es war die Wahl zur 11. Saeima der Republik Lettland.

## Vorgeschichte
Es handelte sich um die erste vorgezogene Neuwahl in der Geschichte Lettlands. Valdis Zatlers, der damalige Staatspräsident Lettlands hatte am 28. Mai 2011 beim Verfassungsgericht ein Referendum über die Auflösung der Saeima beantragt. Dies befürworteten am 23. Juli rund 95 Prozent der Wähler (Wahlbeteiligung: 44,73 %).

## Wahlsystem
Es wurden 100 Sitze im lettischen Parlament neu bestimmt. Die Legislaturperiode betrug vier Jahre. Es galt eine Fünf-Prozent-Sperrklausel. Gewählt wurde nach dem Verhältniswahlrecht.
Wahlberechtigt waren alle lettischen Bürger mit vollendetem 18. Lebensjahr. Um wählen zu können, mussten die Wahlberechtigten im nationalen Wählerverzeichnis eingetragen sein.
Die Wahllokale waren von 7 Uhr morgens bis 20 Uhr abends geöffnet. Auslandsletten konnten in 39 verschiedenen Ländern mit dort insgesamt 77 zur Verfügung stehenden Wahllokalen ihre Stimme abgeben.

## Wahlergebnis

Gewählte Abgeordnete und Mehrheiten nach Regionen sowie Städten und Bezirken

Das hauptsächlich von der Russisch sprechenden Bevölkerung gewählte Saskaņas Centrs wurde erstmals stärkste Partei. Von den sogenannten Oligarchenparteien überwand lediglich das Bündnis ZZS die 5%-Hürde.
| Partei                              | Partei                                               | Stimmen   | Stimmen | Stimmen | Sitze  | Sitze |
| Partei                              | Partei                                               | Anzahl    | %       | +/−     | Anzahl | +/−   |
| ----------------------------------- | ---------------------------------------------------- | --------- | ------- | ------- | ------ | ----- |
|                                     | Zentrum der Harmonie (SC)(1)                         | 259.930   | 28,4    | +2,4    | 31     | +2    |
|                                     | Zatlers Reformpartei (ZRP)                           | 190.856   | 20,8    | Neu     | 22     | Neu   |
|                                     | Einigkeit (V)                                        | 172.563   | 18,8    | −12,4   | 20     | −13   |
|                                     | Nationale Allianz VL-TB/LNNK (NA)                    | 127.208   | 13,9    | +6,2    | 14     | +6    |
|                                     | Bündnis der Grünen und Bauern (ZZS)(2)               | 111.957   | 12,2    | −7,5    | 13     | −9    |
|                                     | Šlesers Reformpartei (LPP/LC)                        | 22.131    | 2,4     | −5,3    | 0      | −8    |
|                                     | Für Menschenrechte im vereinten Lettland (PCTVL)     | 7.109     | 0,8     | −0,6    | 0      | ±0    |
|                                     | Letzte Partei (PP)                                   | 4.471     | 0,5     | −0,4    | 0      | ±0    |
|                                     | Für eine präsidiale Republik (PPR)                   | 2.881     | 0,3     | −0,4    | 0      | ±0    |
|                                     | Volkskontrolle (TK)                                  | 2.573     | 0,3     | −0,1    | 0      | ±0    |
|                                     | Lettische Sozialdemokratische Arbeiterpartei (LSDSP) | 2.531     | 0,3     | −0,3    | 0      | ±0    |
|                                     | Freiheit. Frei von Angst, Hass und Wut (BBBND)       | 2.011     | 0,2     | Neu     | 0      | Neu   |
|                                     | Christlich-demokratische Union (KDS)                 | 1.993     | 0,2     | −0,2    | 0      | ±0    |
| Gesamt                              | Gesamt                                               | 908.214   | 100,0   | –       | 100    | –     |
| Gültige Stimmen                     | Gültige Stimmen                                      | 908.214   | 99,0    | +1,3    |        |       |
| Ungültige Stimmen                   | Ungültige Stimmen                                    | 9.499     | 1,0     | −1,3    |        |       |
| Wahlbeteiligung                     | Wahlbeteiligung                                      | 917.713   | 59,5    | −3,6    |        |       |
| Nichtwähler                         | Nichtwähler                                          | 624.987   | 40,5    | +3,6    |        |       |
| Wahlberechtigte                     | Wahlberechtigte                                      | 1.542.700 |         |         |        |       |
| (1) Wahlbündnis aus SDPS und LSP    |                                                      |           |         |         |        |       |
| (2) Parteienbündnis aus LZS und LZP |                                                      |           |         |         |        |       |
| Quelle: Zentrale Wahlkommission     |                                                      |           |         |         |        |       |

## Regierungsbildung
Politologen sahen zwei Varianten zur Regierungsbildung als wahrscheinlich an: Eine Mitte-links-Koalition aus ZRP, Vienotība und Saskaņas Centrs oder eine Mitte-rechts-Koalition aus ZRP, Vienotība und Nationaler Allianz. Am 10. Oktober unterschrieben die letzteren drei Parteien nach längeren Verhandlungen einen Koalitionsvertrag. Die Regierungskoalition wurde am 16. Oktober durch den Austritt von 6 Abgeordneten aus der ZRP in Frage gestellt. Die Regierungsfähigkeit wurde daraufhin durch Einzelverträge der drei Koalitionsparteien mit diesen 6 Abgeordneten hergestellt. Am 17. Oktober, genau einen Monat nach der Wahl trat die 11. Saeima erstmals zusammen. Am 25. Oktober wurde das Kabinett Dombrovskis III mit 57 Stimmen bestätigt.